# Diamant de Mindanao
El diamant de Mindanao (Erythrura coloria) és un ocell de la família dels estríldids (Estrildidae).

## Hàbitat i distribució
Habita boscos, clars i vegetació secundària, a les muntanyes de les Filipines a Mindanao.